# Pitkäjärvi (sjö i Pälkäne, Birkaland)
Pitkäjärvi är en sjö i kommunen Pälkäne i landskapet Birkaland i Finland. Sjön ligger 98,5 meter över havet. Arean är 73 hektar och strandlinjen är 8,16 kilometer lång. Sjön  ingår i Kumo älvs huvudavrinningsområde.   Den ligger omkring 43 km sydöst om Tammerfors och omkring 130 km norr om Helsingfors. 
I sjön finns ön Kaijakkasaari. 